# Riigikogu
XVe législature
Château de Toompea
Le Riigikogu (en français : « Assemblée d'État ») est le parlement monocaméral de la république d'Estonie. 
Détenteur du pouvoir législatif du pays, il est composé de 101 députés élus au suffrage universel direct selon la proportionnelle D'Hondt pour un mandat de quatre ans.

## Histoire

### Indépendance de 1918
Après s'être déclarée pouvoir suprême de l'Estonie en novembre 1917, l'Assemblée provisoire (Maapäev) proclame l'indépendance de la république d'Estonie le 24 février 1918, et investit le premier gouvernement de l'histoire du pays. En avril 1919, les Estoniens élisent une Assemblée constituante, qui se réunit le 23 du même mois. Ce jour est désormais fêté comme l'anniversaire parlementaire.
L'Assemblée adopte, le 15 juin 1920, la première constitution du pays, qui définit l'Estonie comme une république parlementaire démocratique. Un nouveau texte constitutionnel est approuvé en octobre 1933 et suivi, en mars 1934, par l'instauration d'un régime autoritaire modéré par Konstantin Päts.
Le 28 juillet 1937, une troisième constitution est adoptée par l'Assemblée constituante, instituant un président de la République fort et une parlement bicaméral. À peine trois ans plus tard, en juin 1940, l'Armée rouge occupe le territoire de l'Estonie et met fin à l'indépendance du pays.

### Indépendance de 1991
Le 16 novembre 1988, le Soviet suprême de la république socialiste soviétique d'Estonie adopte une déclaration de souveraineté. Environ un an et demi plus tard, en mars 1990, le Soviet d'Estonie décide de restaurer la république d'Estonie. À la fin du mois, le Soviet suprême déclare ouverte la période de transition vers la restauration de la République.
Après un référendum, le 3 mars 1991, où 78,4 % des votants s'expriment en faveur de l'indépendance, le Soviet suprême adopte, le 20 août, une déclaration d'indépendance. Le 10 avril 1992, l'Assemblée constituante, convoquée par le Soviet suprême, vote un projet de constitution, validé par référendum le 28 juin 1992.
Le 7 octobre suivant, le Riigikogu nouvellement formé proclame officiellement la restauration de l'ordre constitutionnel.

## Système électoral

Carte numérotée des douze circonscriptions

Le Riigikogu est composé de 101 sièges pourvus pour quatre ans au scrutin proportionnel plurinominal avec listes ouvertes et vote préférentiel. Sur ce total, 75 sièges sont à pourvoir dans 12 circonscriptions de 5 à 15 sièges en fonction de leurs populations, et les 26 sièges restants, dits de « compensation » sont répartis au niveau national selon la méthode D'Hondt à tous les partis ayant dépassé le seuil électoral de 5 % des voix, afin de rapprocher le plus possible les résultats en sièges à ceux du vote de la population,.
Les électeurs ont la possibilité d'effectuer un vote préférentiel pour l'un des candidats de la liste pour laquelle ils votent, afin de faire monter sa place dans la liste. Si un candidat recueille ainsi davantage de votes préférentiels que le montant du quotient simple dans sa circonscription, il est déclaré élu même si la liste dont il est candidat échoue à franchir le seuil national de 5 %. Le droit de vote s'obtient à 18 ans. L'Estonie utilise également le vote électronique,.

## Pouvoir législatif
L'initiative législative revient aux députés, aux groupes parlementaires, aux commissions permanentes et au gouvernement. Une fois le projet de loi déposé à l'Assemblée, le bureau désigne une commission permanente chargée du suivi de l'ensemble de la procédure.
La procédure législative se fait en trois lectures successives.

### Procédure
Lors de la première lecture, les députés discutent des principes généraux du projet de loi. Une fois la discussion terminée, ils peuvent transmettre des amendements à la commission permanente compétente.
Au cours de la deuxième lecture, les dispositions du projet sont discutées au sein de la commission, qui prend, par la suite, en compte les amendements proposés. À la demande de tout député, les amendements acceptés par la commission sont soumis au vote. Cette lecture peut être suspendue, afin de laisser plus de temps d'analyse à la commission, les députés disposant alors d'un nouveau délai pour soumettre des amendements.
Une fois la deuxième lecture achevée, le texte proposé part en troisième lecture. Les députés débattent du projet adopté par la commission, seuls des représentants des groupes parlementaires pouvant prendre part aux discussions. À la fin du débat, le projet de loi est soumis au vote et est adopté à la majorité simple des députés, sauf prescription contraire de la constitution.
La loi définitivement adoptée est transmise au président de la République pour promulgation.

### Veto présidentiel
Après l'adoption du texte, le président de la République peut décider de mettre son veto. Si l'Assemblée refuse de l'amender, le chef de l'État peut l'envoyer à la Cour suprême pour un contrôle de conformité à la Constitution.

## Pouvoirs de contrôle

### Interpellations
L'interpellation consiste en une demande d'information touchant des questions nationales liées à un intérêt public général
Tout député peut interpeller le Premier ministre, les ministres du gouvernement, le président de la Banque d'Estonie, l'auditeur général, le chancelier de Justice ou le chef d'état-major des armées. La personne interpellée doit répondre, devant l'Assemblée, dans les vingt jours de session qui suivent. À la suite de cette réponse, un débat s'engage. En cas de mécontentement quant à la réponse apportée, les députés peuvent voter une motion de défiance.

### Questions écrites
Une question écrite est soumise par un député en vue d'obtenir des informations sur un sujet particulier et appelle à une réponse courte. Cette réponse doit être apportée dans les dix jours de session et portée à la connaissance de tous les députés. En revanche, cette procédure ne donne lieu à aucun débat.

### Questions d'actualité
La séance de questions d'actualité se tient tous les mercredis où l'Assemblée siège, de midi à 14 h.
Pour pouvoir poser une question à un membre du gouvernement, tout député doit déposer une demande écrite la veille de la séance. Dans cette demande, il doit préciser le membre du gouvernement concerné et le sujet de la question qu'il compte poser. Le bureau de l'Assemblée établit ensuite un ordre de passage, selon l'urgence de chaque question et en vue d'assurer l'expression de tous les partis représentés.
Chaque député dispose d'une minute pour poser sa question, le temps de réponse étant de deux minutes. Le président peut autoriser le parlementaire à demander des clarifications, pour un temps de parole d'une minute, le ministre pouvant répondre à nouveau pendant deux minutes.

## Organisation

### Sessions et séances
Le Riigikogu siège en deux périodes de session ordinaire, la première va du deuxième lundi de janvier au troisième jeudi de juin, la seconde s'étend du deuxième lundi de septembre jusqu'au troisième jeudi de décembre. L'agenda de travail s'organise du lundi au vendredi sur trois semaines consécutives, la quatrième semaine étant réservée aux déplacements dans les circonscriptions et aux différentes tâches qui incombent aux parlementaires.

### Bureau

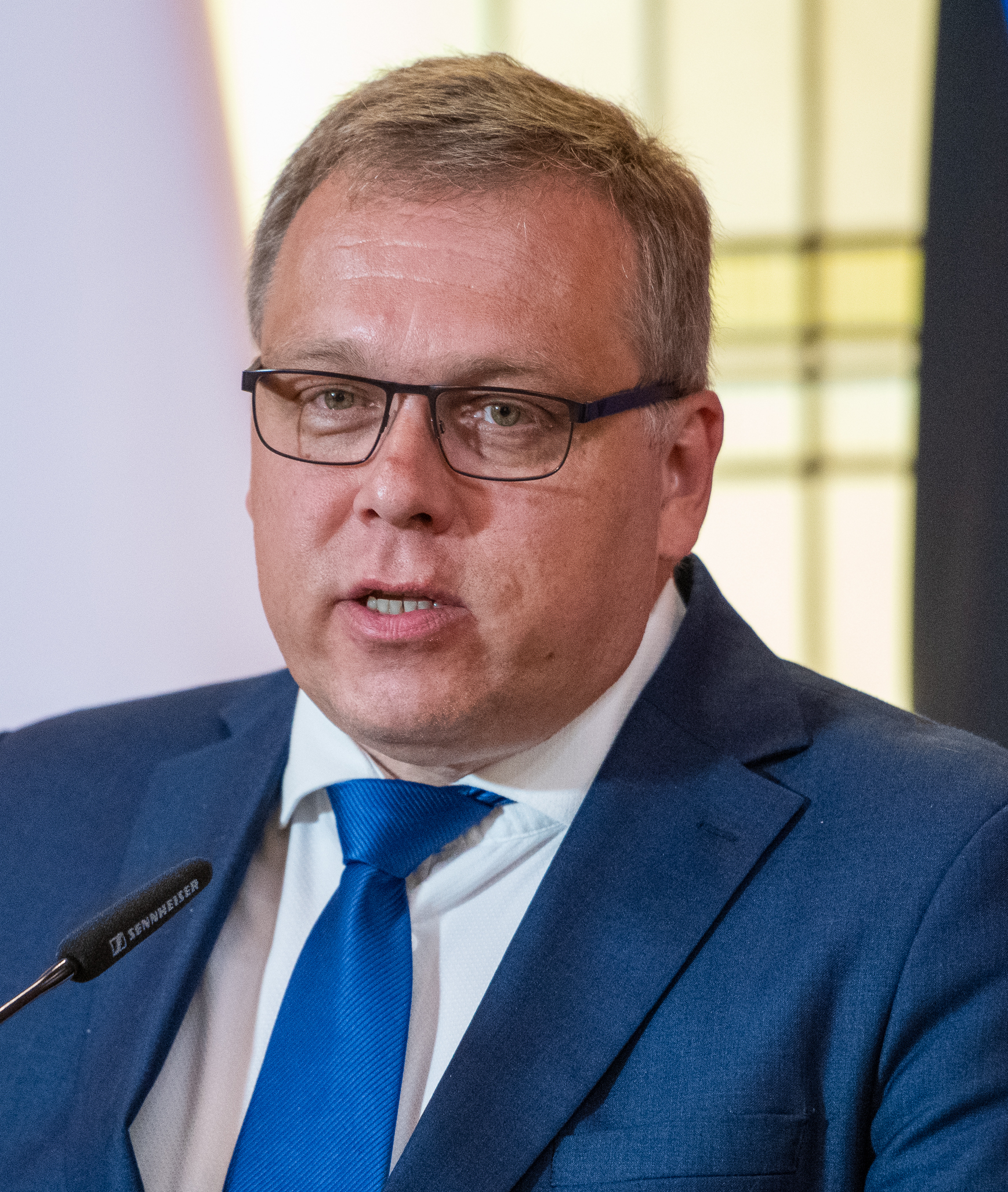
Lauri Hussar, président du Riigikogu depuis 2021.

Le bureau de l'Assemblée (en estonien : Riigikogu juhatus) se compose du président et des deux vice-présidents. Il constitue un organe collégial de direction qui organise le travail parlementaire et assure l'administration de l'Assemblée. Il lui revient notamment d'établir le calendrier de la session parlementaire, l'agenda des séances et de proposer aux députés d'établir un calendrier de travail en cas de session extraordinaire.
Le président et les vice-présidents sont élus lors de la première réunion du Riigikogu qui suit la tenue des élections législatives. Les députés procèdent d'abord à l'élection du président, acquise au premier tour à la majorité absolue. En cas d'échec, un second tour est organisé, le président étant élu à la majorité simple. En présence de deux candidats et s'il y a égalité, il est procédé par tirage au sort.
Les vice-présidents sont désignés ensuite et concurremment, celui recevant le plus grand nombre de suffrages devenant premier vice-président, l'autre étant alors second vice-président.
| Fonction               | Titulaire | Titulaire       | Parti |
| ---------------------- | --------- | --------------- | ----- |
| Président              |           | Lauri Hussar    | E200  |
| Premier vice-président |           | Toomas Kivimägi | ERE   |
| Second vice-président  |           | Arvo Aller      | EKRE  |

### Groupes parlementaires
Les groupes parlementaires du Riigikogu se composent d'au moins cinq députés, tous élus sur la liste d'un même parti politique, étant entendu que les députés issus d'un même parti politique ne peuvent constituer qu'un seul groupe. Aucun député ne peut appartenir à plusieurs groupes parlementaires. Une fois constitués, les groupes sont enregistrés auprès du bureau.
En gras sont indiqués les partis de la majorité parlementaire.
| Groupe                                        | Positionnement | Membres  | Président           |
| --------------------------------------------- | -------------- | -------- | ------------------- |
| Parti de la réforme d'Estonie (ERE)           | Centre droit   | 37 / 101 | Õnne Pillak         |
| Estonie 200 (E200)                            | Centre         | 13 / 101 | Toomas Uibo         |
| Parti populaire conservateur d'Estonie (EKRE) | Droite         | 10 / 101 | Martin Helme        |
| Parti social-démocrate (SDE)                  | Centre gauche  | 9 / 101  | Madis Kallas        |
| Parti du centre d'Estonie (KESK)              | Centre gauche  | 7 / 101  | Lauri Laats         |
| Isamaa                                        | Centre droit   | 8 / 101  | Helir-Valdor Seeder |
| Non-inscrits (NI)                             | —              | 17 / 101 | —                   |

### Commissions
Le Riigikogu comprend onze commissions permanentes (Riigikogu alatine komisjon) : 
- Commission des affaires constitutionnelles
- Commission des affaires culturelles
- Commission des affaires économiques
- Commission de l'environnement
- Commission des affaires de l'Union européenne
- Commission des finances
- Commission des affaires étrangères
- Commission des affaires juridiques
- Commission de la défense nationale
- Commission des affaires rurales
- Commission des affaires sociales

## Galerie

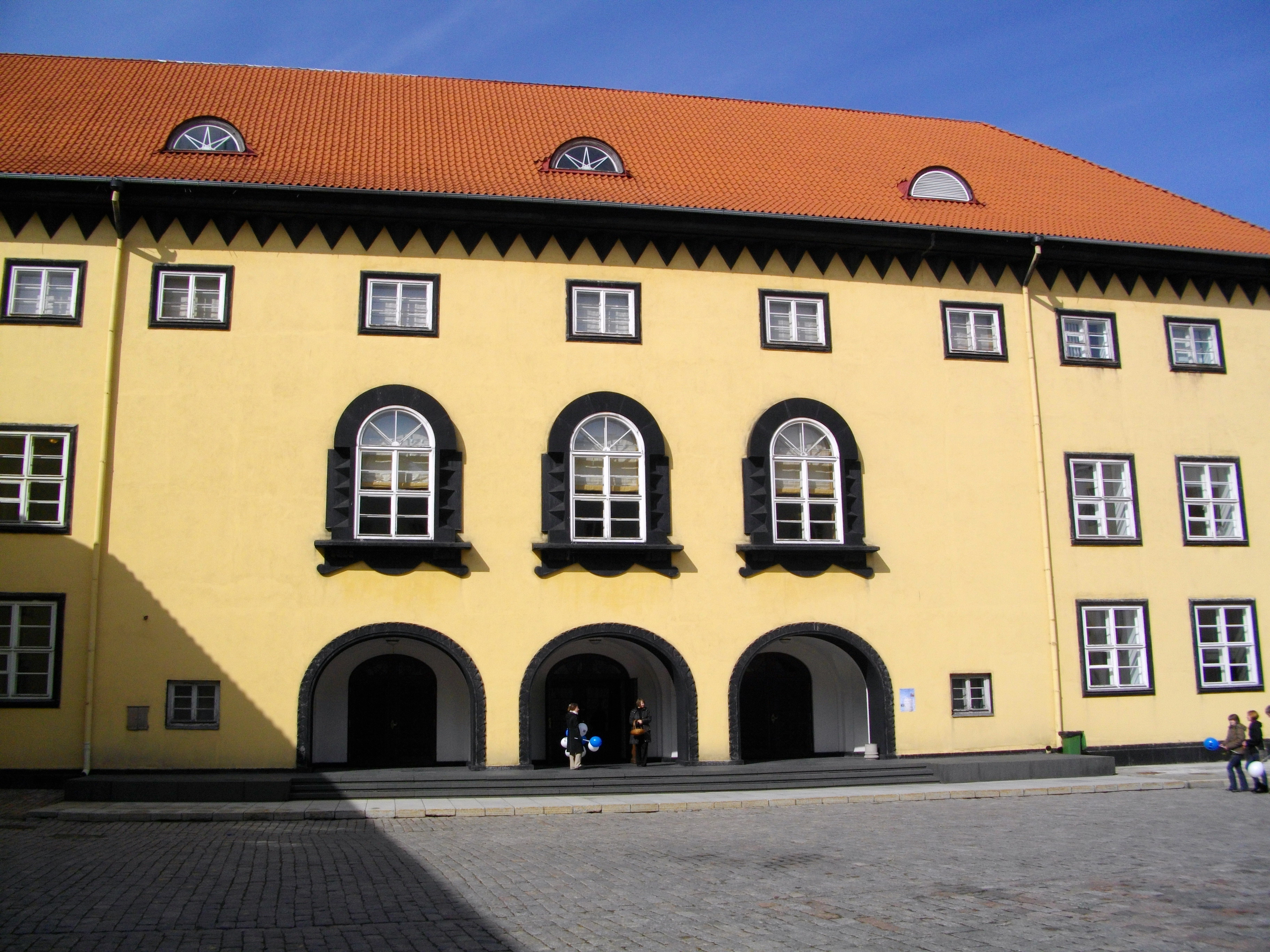
Le bâtiment du Riigikogu, en 2010.
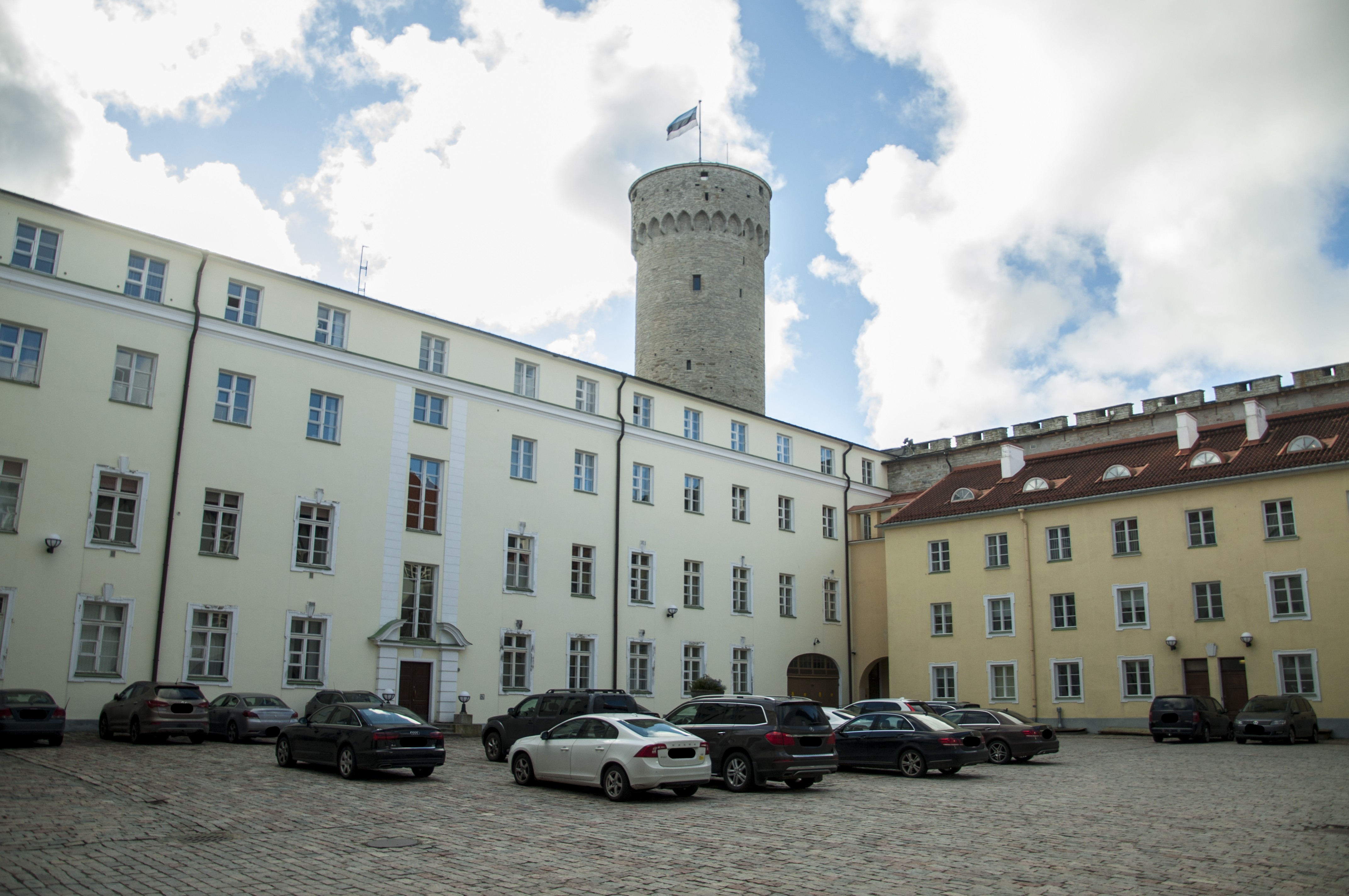
La cour intérieure du Riigikogu, en 2017.
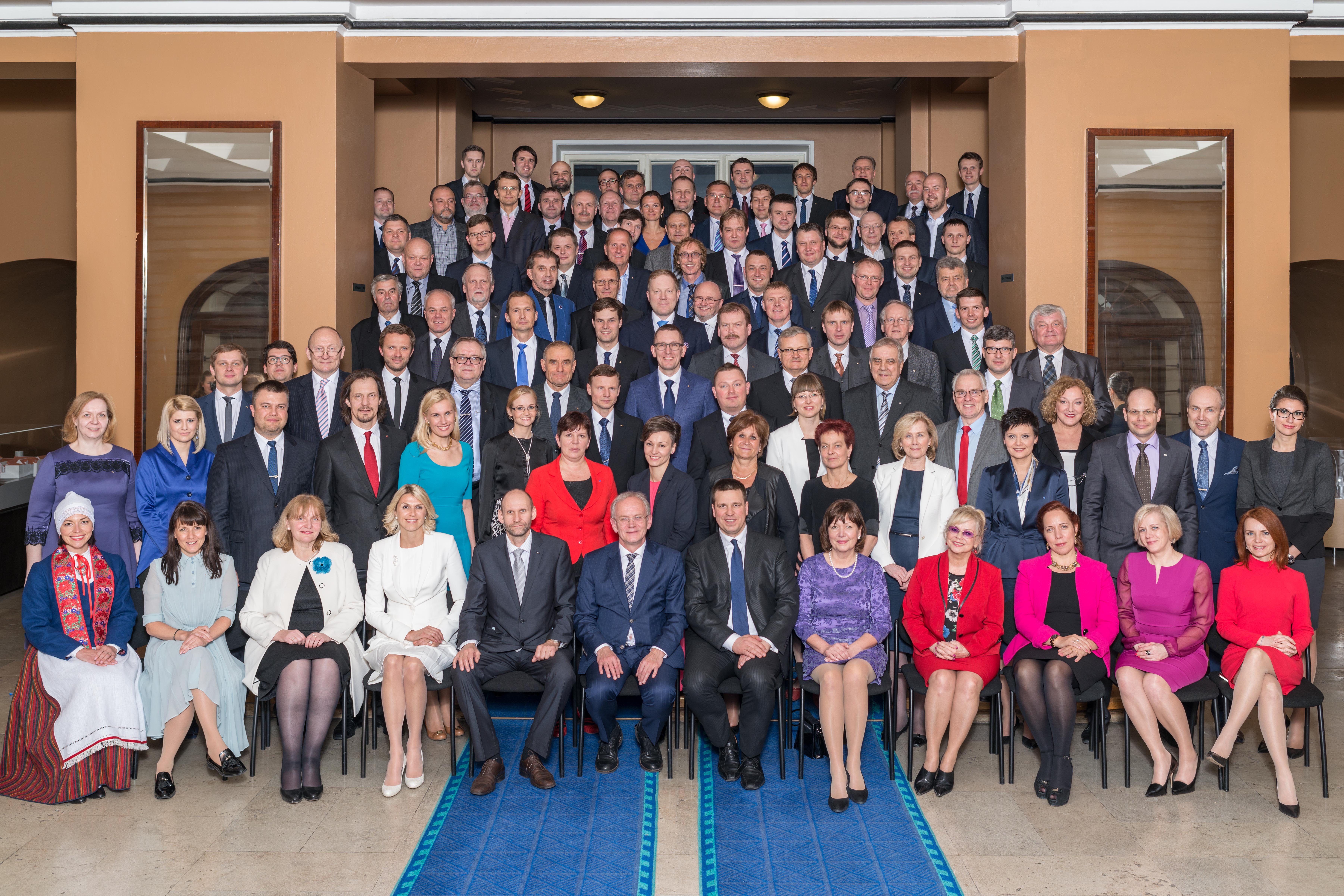
Photo de famille des députés de la XIIIe législature, en 2015.